# Морахт, Роберт
Роберт Вильгельм Морахт (нем. Robert Moraht; 7 сентября 1884, Сённерборг, Шлезвиг-Гольштейн, Королевство Пруссия — 26 августа 1956, Гамбург, Германия) — немецкий морской офицер, командир подводной лодки «U-64» в Первой мировой войне. В десяти походах потопил 45 торговых судов общей грузовместимостью 129 569 брт и эскадренный броненосец «Дантон», захватил небольшое судно (186 брт) в качестве приза и повредил три других судна общей грузовместимостью 12 871 брт. Награждён орденом «Pour le Mérite».

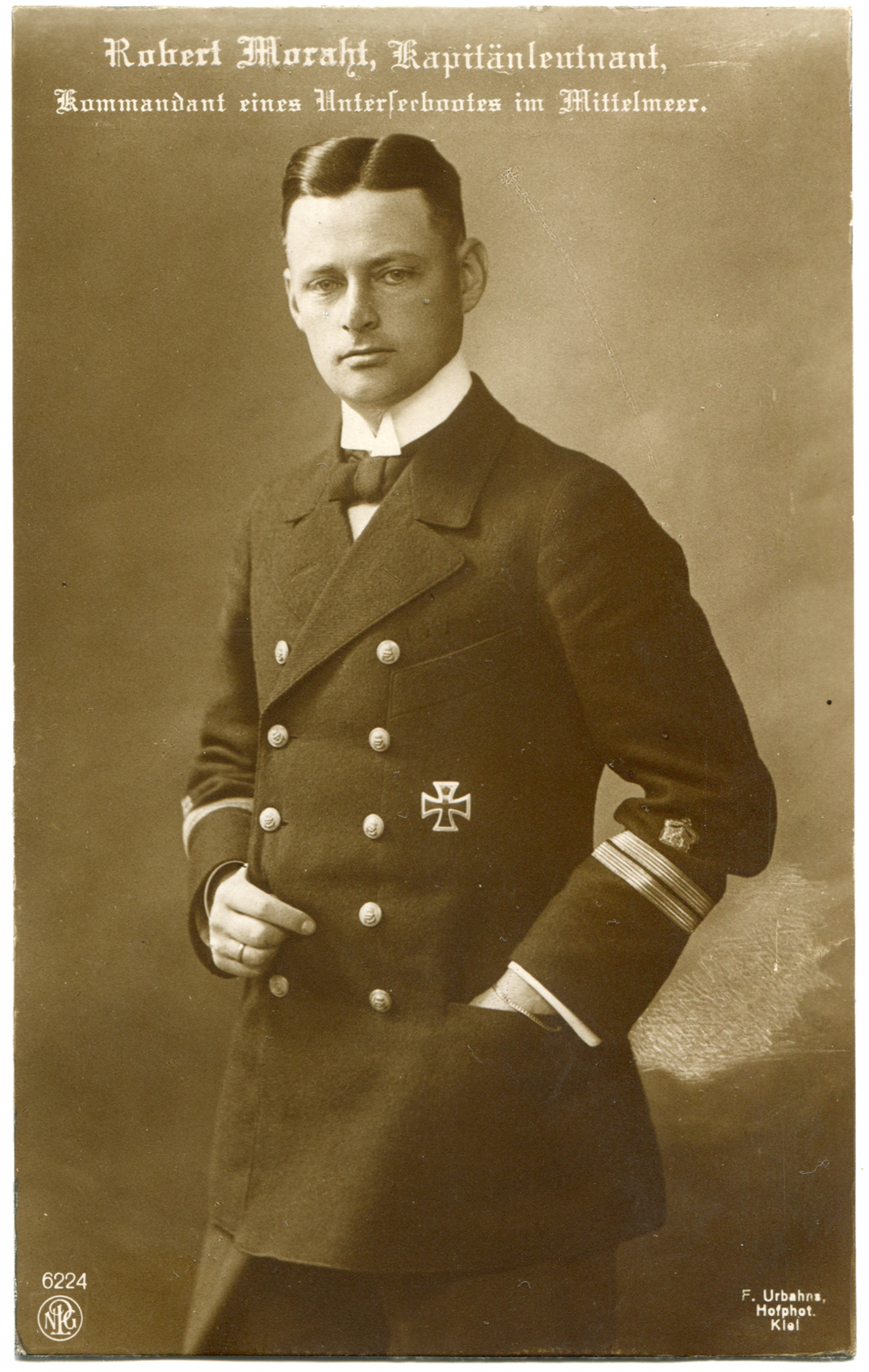
Капитан-лейтенант Роберт Морахт. Почтовая открытка.

## Биография

### Начало карьеры
Морахт поступил во флот кадетом 10 апреля 1901. После окончания военно-морского училища занимался торпедным оружием. Произведён в лейтенанты-цур-зее 29 сентября 1904 года, в оберлейтенанты-цур-зее 30 марта 1906 года и капитан-лейтенанты 9 декабря 1911 года. В октябре 1913 года назначен в VI флотилию торпедных катеров, где первоначально служил флаг-лейтенантом.

### Первая мировая война
После начала Первой мировой войны и до мая 1915 года Морахт командовал торпедным катером «V-161». Успешно окончив подводную школу в Киле в октябре 1915 года, Морахт получил сначала назначение в Инспекцию подводного оружия, затем в феврале 1916 года в Адмирал-штаб. 15 апреля 1916 года в качестве командира ввёл в строй подводную лодку «U-64», которой командовал до её гибели 17 июня 1918 года. С 31 мая по 19 ноября 1916 года лодка входила в состав 4-й флотилии подводных лодок, затем переведена в Средиземное море. По пути Морахт потопил два корабля у Гарручи и третий в Сицилийском проливе. С 19 ноября 1916 по 17 июня 1918 «U-64» дислоцировалась в Каттаро, откуда совершила в общей сложности восемь боевых походов, в ходе которых были потоплены 40 торговых судов общей грузоподъёмностью 129 569 брт, а три других повреждены, общей грузоподъёмностью 12 871 брт. Самым впечатляющим успехом Морахта стало потопление 19 марта 1917 года, примерно в 35 км к юго-западу от Сардинии, французского броненосца «Дантон» (18 300 т), крупнейшего военного корабля, потопленного подводной лодкой в Первой мировой войне. За этот успех он был лично награждён императором Вильгельмом II в Пуле 12 ноября 1917 года.
17 июня 1918 года примерно в 4 часа дня, к западу от Сицилии, после торпедирования и повреждения грузового судна «Канди», которое находилось в небольшом конвое, «U-64» была настолько сильно повреждена глубинными бомбами, сброшенными с судна-ловушки HMS Lychnis, что была вынуждена всплыть. Подводная лодка сразу же попала под сильный артиллерийский огонь и затонула. 38 членов экипажа подводной лодки погибли, пятеро человек из верхней вахты, включая Морахта, были спасены. Морахт провёл остаток войны в лагере для офицеров в Колстердейле в Йоркшире.

### Межвоенный период
После Первой мировой войны Морахт служил в рейхсмарине и был повышен в звании до корветтен-капитана, но оставил службу 31 июля 1920 года по собственному желанию. Затем он изучал экономику и в последующие годы работал консультантом в различных немецких промышленных группах. В 1933 году опубликовал свои военные мемуары под названием «Оборотень морей» (нем. Werwolf der Meere. U 64 jagt den Feind.).

### Вторая мировая война
Морахт был вновь зачислен в военно-морской флот в 1940 году. Служил сначала на территории Норвегии, затем в Дании. Был взят в советский плен на острове Борнхольм, из которого освобождён 27 октября 1948 года.

## Награды
- Орден Короны IV класса.
- Железный крест (1914) 2-го и 1-го класса.
- Рыцарский крест королевского дома Гогенцоллернов с мечами.
- Pour le Mérite 12 ноября 1917.
- Крест Фридриха Августа 2-го и 1-го класса.